# Capital Inicial
Capital Inicial è un gruppo rock brasiliano fondato nel 1982 a Brasilia.

La band ha registrato quattordici album in studio, cinque album dal vivo e sei DVD in 40 anni di carriera.

## Storia
Gli ex membri della pionieristica band post-punk di Renato Russo, Aborto Elétrico, si unirono per formare i Capital Inicial, sempre restando nel solco del rock. I fratelli Fê Lemos e Flávio Lemos si aggiunsero al chitarrista Loro Jones e al cantante Dinho Ouro Preto.
La prima volta che i Capital Inicial suonarono a Rio fu il 23 luglio 1983, aprendo uno spettacolo di Lobão al Circo Voador. Nel 1984 pubblicarono il loro primo singolo, Descendo o Rio Nilo, con buone ripercussioni. Un'altra loro canzone, Leve Desespeiro è stata inclusa nel film Areias Escaldantes. L'anno successivo, il gruppo registrò il loro primo album, l'eponimo Capital Inicial, che contava anche i brani Psicopata, Música Urbana e Fátima, per una vendita totale di 200.000 copie. Sono seguiti numerosi spettacoli dal vivo.
Nel 1987 il tastierista Bozo Barretti si unì alla band, che registrò un secondo album, Independência. Con una sonorità basata sul pop, l'album ha venduto la metà del primo album. A novembre la band ha comunque aperto un concerto di Sting in un Maracanã gremito.
Nel dicembre 1988, il gruppo pubblicò il terzo album, Você Não Precisa Entender, dai contenuti decisamente commerciali. L'album ha venduto solo 50.000 copie. Per correre ai ripari il gruppo fece uscire a ruota il quarto album Todos os Lados, sostituendo le tastiere standardizzate con chitarre aggressive. Ma il cambio di direzione era arrivato troppo tardi: l'album vendette poco più di 30.000 copie e ancora peggio andò quello successivo, Eletricidade. La crisi provocò l'uscita di Bozzo Barretti e Dinho Ouro Preto. Nella band entrò un nuovo cantante, Murilo Lima, con il quale fu registrato il sesto album, Rua 47, nel 1994, sotto un'etichetta indipendente. Nel 1996 uscì l'album live Capital Inicial ao Vivo.
Nel 1998 Murilo Lima lasciò la band. In quello stesso anno vi rientrò Dinho Ouro Preto.
Nel 2000 uscì un album unplugged registrato durante un concerto dal vivo di MTV Brasil. Questo album divenne un enorme successo in Brasile, segnando la ripresa del gruppo, che ha poi fatto centro anche coi lavori successivi.

## Componenti

### Membri attuali
- Dinho Ouro Preto - voce (1983-1993, 1998-oggi)
- Flávio Lemos - basso (1982-oggi)
- Fê Lemos - batteria, backing vocals (1982-oggi)
- Yves Passarel - chitarra (2001-oggi)

### Membri precedenti
- Loro Jones - chitarra, backing vocals (1982-2002)
- Bozo Barretti - tastiere (1987-1992)
- Murilo Lima - voce (1993-1997)

## Discografia

### Album studio
- (1986) Capital Inicial
- (1987) Independência
- (1988) Você Não Precisa Entender
- (1989) Todos os Lados
- (1991) Eletricidade
- (1998) Atrás dos Olhos
- (2002) Rosas e Vinho Tinto
- (2004) Gigante!
- (2005) MTV Especial: Capital Inicial - Aborto Elétrico
- (2007) Eu Nunca Disse Adeus
- (2010) Das Kapital
- (2012) Saturno
- (2014) Viva a Revolução
- (2018) Sonora

### Live
- (2000) Acústico MTV: Capital Inicial
- (2008) Multishow ao Vivo: Capital Inicial
- (2015) Acústico NYC
- (2022) Capital Inicial 4.0